# Foolin'
Pistes de Pyromania
Die Hard the Hunter Rock of Ages
Foolin’ est une chanson de Def Leppard sortie sur leur troisième album Pyromania le 20 janvier 1983. Foolin' est sortie en tant que single en août 1983. Il a atteint la 28e place au Billboad 100.